# 賃粉切り
賃粉切り（ちんこきり）とは、賃金を取って葉たばこを刻む職人のことである。単に賃粉ともいう。賃金を取って葉たばこを刻むこと自体も賃粉切りという。

## 概要
江戸時代の日本における煙草は、煙管に詰めて用いる刻み煙草であり、当初は喫煙者自身で煙草を刻む「手刻み」が一般的であったが、喫煙の広まりとともに刻んだ煙草が販売されるようになった。そのような中、行商に出て、客の注文に応じて路上で葉たばこを刻んで売ったり、あるいは、煙草を売る店舗から葉たばこ刻みを請け負って手間賃をもらったりする職人が出て、このような職人を「賃粉切り」と呼んだ。17世紀末には行商形態、18世紀前半には店専属の賃粉切りが出現していたと見られている。
たばこを刻む仕事はあまり元手を必要としなかったことから、経済力を問題とせず始めやすい仕事だったようで、食い詰めた下級武士や浪人が賃粉切りを行うこともあったとされる。
江戸時代の庶民にとって賃粉切りはなじみの深い存在であり、当時の川柳には賃粉切りが多く登場しているほか、井原西鶴の『好色五人女』や、歌舞伎、洒落本などにも賃粉切りが現れている。

## 切り方
賃粉切りが葉たばこを刻む工程は、まず葉に付着した塵を取り除いた上、まな板（台）に葉脈を抜き取って固く縛った束状の葉たばこを乗せ、葉の上から木の板（駒板あるいは押さえ板と呼ぶ）を当てがい、職人が体で押さえこむようにした上で駒板を少しずつずらしながら、包丁で葉たばこを細かく刻んでいくというものであった。体全体の力を使う作業であったとされる。煙草の刻み方については、客が自分好みの刻み方を注文することもあったようである。

## 「ちんこ」切り
「賃粉」の読みは、陰茎の幼児語である「ちんこ」と同じである。そのため、すでに誹風柳多留などにも、この同音異義語に絡めた、
- ちんこ切りなら怖いよと頑是なさ[15]
- きん玉の休む隙無き賃粉切り[16]
- 煙草屋の娘ちんこが取りたがり[17]
- 烟草やの娘ちんこを入たがり[18]

などの川柳が残され、現代にまで伝わっている。